# Kahuna

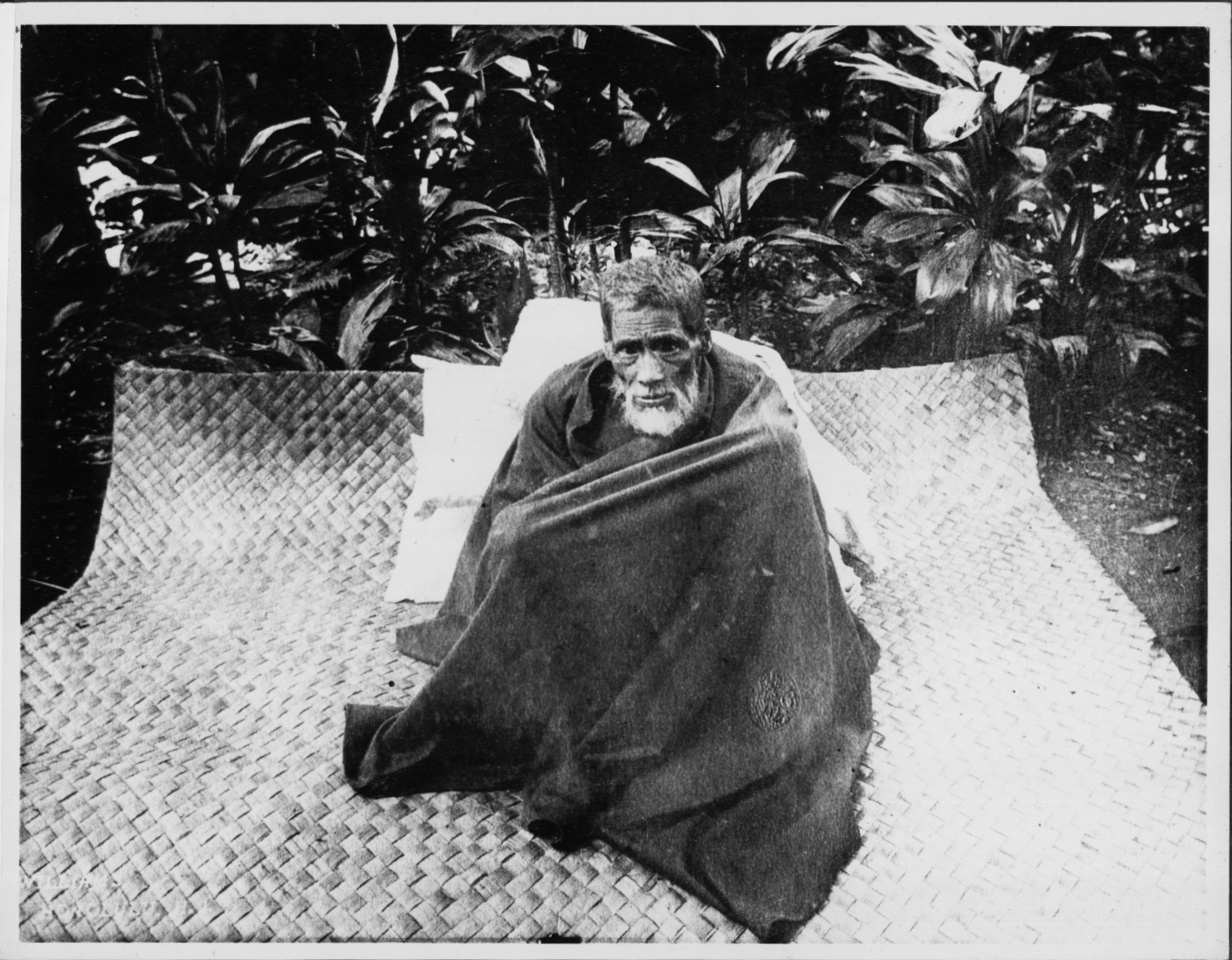
Kahuna hawaiano, hacia 1890

Kahuna es el título que se da en Hawái a un sacerdote, maestro o consejero. Kahuna nui es un sumo sacerdote.

## Estatuto jurídico de Kahuna
Muchos mitos han crecido alrededor de los Kahuna. Uno de ellos es que los Kahuna fueron prohibidos después de que el hombre blanco llegara a Hawái. A efectos de esta discusión, es útil dividir Kahuna en 3 categorías: 
- artesano Kahuna, como Kalai wa'a, un experto en la fabricación de canoas y ho'okele, un navegante experto
- brujos, incluyendo los Kahuna 'Ana 'Ana
- los curanderos

Los artesanos Kahuna nunca llegaron a ser prohibidos, pero durante la decadencia de la cultura hawaiana nativa muchos de ellos murieron y no transmitieron su sabiduría a los nuevos estudiantes. Por ejemplo, cuando se construyó el Hokule'a para navegar por el Pacífico Sur y demostrar la capacidad viajera de los antiguos hawaianos, el maestro navegador Mau Piailug de Satawal llegó a Hawái para enseñar la antigua manera de navegar hawaiana, ya que no era posible encontrar hawaianos que aún conservaran ese conocimiento. 
Suele decirse que los misioneros llegaron a Hawái en 1820 e ilegalizaron las prácticas Kahuna. Durante los cien años siguientes a su llegada, todas las prácticas Kahuna fueron legales hasta 1831, algunas fueron ilegales hasta 1863, todas fueron legales hasta 1887 y, a continuación, algunas fueron ilegales hasta 1919. Desde 1919, todas han sido legales, a excepción de la brujería que fue despenalizada en 1972.
Los primeros misioneros cristianos llegaron en 1820. La persona más poderosa de la nación, Ka'ahumanu, no se convirtió hasta 1825. Pero no fue hasta 11 años después de la llegada de los misioneros que proclamó las leyes contra la hula, el canto, 'awa (kava) y la religión de Hawái. (Kamakau, Jefes de Gobierno, p. 298-301) 
Como la curación y la brujería se basaban en la oración a los dioses antiguos, el Kahuna pasó a la clandestinidad durante los siguientes 30 años. Durante ese tiempo, como consecuencia al aumento de la mortalidad entre los hawaianos debido a la introducción de nuevas enfermedades desconocidas hasta entonces, algunos murieron antes de que pudiesen transmitir su sabiduría. Pero muchos otros en voz baja mantienen vivas las tradiciones de sus familias. 
El rey Kamehameha V llegó al poder en 1863. Despreciaba la ley y alentó el resurgimiento de las prácticas indígenas. (CHAI) Kahuna que había estado practicando en silencio dio un paso al frente. En Maui, un grupo de ocho hawaianos fundó la Ahahui La'au Lapa'au en 1866. No eran sólo Kahuna, ya que algunos también eran miembros de la legislatura de Hawái. Entrevistaron a veintiún Kahunas para compilar un registro completo de las oraciones y remedios para el registro legislativo. (Estas entrevistas han sido reeditadas en el libro ¿Hay que esperar en la desesperación? Por Malcolm NAEA Chun.) 
En respuesta a esta y otras iniciativas, en 1868 la Legislatura creó una Junta de Salud de Hawái a la licencia Kahuna la'au lapa'au. Las prácticas Kahuna, incluyendo el masaje lomilomi y la curación kahea la'au, siguieron siendo legales durante los veinte años siguientes. Pero al año siguiente, la brujería fue declarada ilegal y siguió siendo ilegal hasta 1972. [2] 
Tanto Kamehameha V como su sucesor, el Rey Kalakaua, invitaron a los Kahuna a ir a Honolulu a compartir su sabiduría. Se compiló la historia oral y escrita y se documentaron las oraciones, cantos, hulas y los remedios para curaciones. Kalakaua convocó a grupos de Kahuna a consultarse entre sí para preservar su patrimonio. Este y muchos otros movimientos por Kalakaua indignó a los residentes cristianos. En 1887 se obligó a la Constitución Bayoneta al Rey. La Legislatura prohibió todas las prácticas Kahuna, entre ellas la oración para curar, una ley que estuvo en vigor durante los siguientes treinta y dos años. 
En 1919, la Legislatura aprobó una ley, una vez más la concesión de licencias Kahuna la'au lapa'au a la práctica, y desde entonces ha sido legal ejercer la medicina a base de hierbas. La Asamblea Legislativa derogó las leyes contra la brujería en 1972 (mucho antes de la Ley de Libertades Religiosas de 1979 del gobierno federal estadounidense) y desde entonces todas las formas de prácticas son legales. 
En 2001, se puso en marcha una ley de concesión de licencias, que permite a los practicantes nativos que ser certificados por Papa Ola Lokahi y los centros comunitarios de salud (no el Estado). Algunos se han presentado para ser objeto de licencia, mientras que otros se niegan a participar en lo que ven como un proceso fundamentalmente occidental. (CHAI) 
Mientras todas estas maniobras legales han estado sucediendo, muchos de los médicos tradicionales han seguido la práctica como ellos y sus antepasados han hecho siempre.

## Otros usos de Hawái
La utilización del término refiriéndose al surf tiene sus orígenes en la película Gidget (1959), en la que 'The Big Kahuna', interpretado por Cliff Robertson, era el líder de un grupo de surfistas.  El término se popularizó en producciones cinematográficas llamadas de fiesta playera o Beach Party films de los años sesenta como Beach Blanket Bingo, en la que el Gran Kahuna o Big Kahuna era el mejor surfista de la playa. Finalmente, fue absorbido por la cultura surfista popular.